# Cifra
Una cifra (dall'arabo sifr أَلصِّفْر ʾaṣ-ṣifr) è un simbolo utilizzato per rappresentare numeri in un sistema numerico (per esempio il numero 37 è composto dalle cifre 3 e 7). Il sistema numerico decimale utilizza dieci cifre per rappresentare i numeri naturali.

## Simboli di numerazione
Nei sistemi di numerazione, le cifre vengono combinate per rappresentare i numeri. Se hanno un valore fissato, come ad esempio nella numerazione romana (in VIII ogni I rappresenta un'unità) si parla di notazione additiva. Altrimenti, il loro valore è determinato dalla loro posizione nella sequenza, e si parla di notazione posizionale (in 22 i due 2 rappresentano uno le decine e l'altro le unità).
| Valore                              | 0  | 1  | 2  | 3  | 4  | 5  | 6  | 7  | 8  | 9  | 10 | 20 | 30 | 40 | 50 | 60 | 70 | 80 | 90 | 100 | 200 | 300 | 400 | 500 | 600 | 700 | 800 | 900 | 1.000 | 10.000 |
| ----------------------------------- | -- | -- | -- | -- | -- | -- | -- | -- | -- | -- | -- | -- | -- | -- | -- | -- | -- | -- | -- | --- | --- | --- | --- | --- | --- | --- | --- | --- | ----- | ------ |
| Cifre arabe alfabetiche occidentali |    | ا  | ب  | ج  | د  | ه  | و  | ز  | ح  | ط  | ي  | ك  | ل  | م  | ن  | ص  | ع  | ف  | ض  | ق   | ر   | س   | ت   | ث   | خ   | ذ   | ظ   | غ   | ش     |        |
| Cifre arabe alfabetiche orientali   |    | ا  | ب  | ج  | د  | ه  | و  | ز  | ح  | ط  | ي  | ك  | ل  | م  | ن  | س  | ع  | ف  | ص  | ق   | ر   | ش   | ت   | ث   | خ   | ذ   | ض   | ظ   | غ     |        |
| Cifre arabe orientali               | ٠  | ١  | ٢  | ٣  | ٤  | ٥  | ٦  | ٧  | ٨  | ٩  |    |    |    |    |    |    |    |    |    |     |     |     |     |     |     |     |     |     |       |        |
| Cifre arabe estremo oriente         | ۰  | ۱  | ۲  | ۳  | ۴  | ۵  | ۶  | ۷  | ۸  | ۹  |    |    |    |    |    |    |    |    |    |     |     |     |     |     |     |     |     |     |       |        |
| Cifre cinesi o giapponesi           | 〇 | 一 | 二 | 三 | 四 | 五 | 六 | 七 | 八 | 九 | 十 |    |    |    |    |    |    |    |    | 百  |     |     |     |     |     |     |     |     | 千    | 万     |
| Cifre europee                       | 0  | 1  | 2  | 3  | 4  | 5  | 6  | 7  | 8  | 9  |    |    |    |    |    |    |    |    |    |     |     |     |     |     |     |     |     |     |       |        |
| Cifre greche ioniche                |    | α  | β  | γ  | δ  | ε  | ϛ  | ζ  | η  | θ  | ι  | κ  | λ  | μ  | ν  | ξ  | ο  | π  | ϟ  | ρ   | σ   | τ   | υ   | φ   | χ   | ψ   | ω   | ϡ   |       |        |
| Cifre ebraiche                      |    | א  | ב  | ג  | ד  | ה  | ו  | ז  | ח  | ט  | י  | כ  | ל  | מ  | נ  | ס  | ע  | פ  | צ  | ק   | ר   | ש   | ת   | (ך) | (ם) | (ן) | (ף) | (ץ) |       |        |
| Cifre romane                        |    | I  |    |    |    | V  |    |    |    |    | X  |    |    |    | L  |    |    |    |    | C   |     |     |     | D   |     |     |     |     | M     | X      |
| Cifre thai                          | ๐  | ๑  | ๒  | ๓  | ๔  | ๕  | ๖  | ๗  | ๘  | ๙  |    |    |    |    |    |    |    |    |    |     |     |     |     |     |     |     |     |     |       |        |

Oltre alle cifre indicate sopra, i romani usavano le seguenti cifre:
- V =   5 000
- L =  50 000
- C = 100 000
- V = 500 000
- X = 1 000 000
- L = 5 000 000
- C = 10 000 000
- D = 50 000 000
- M = 100 000 000
- V = 500 000 000
- X = 1 000 000 000
- L = 5 000 000 000
- C = 10 000 000 000
- D = 50 000 000 000
- M = 100 000 000 000